# 伊兹密尔钟楼

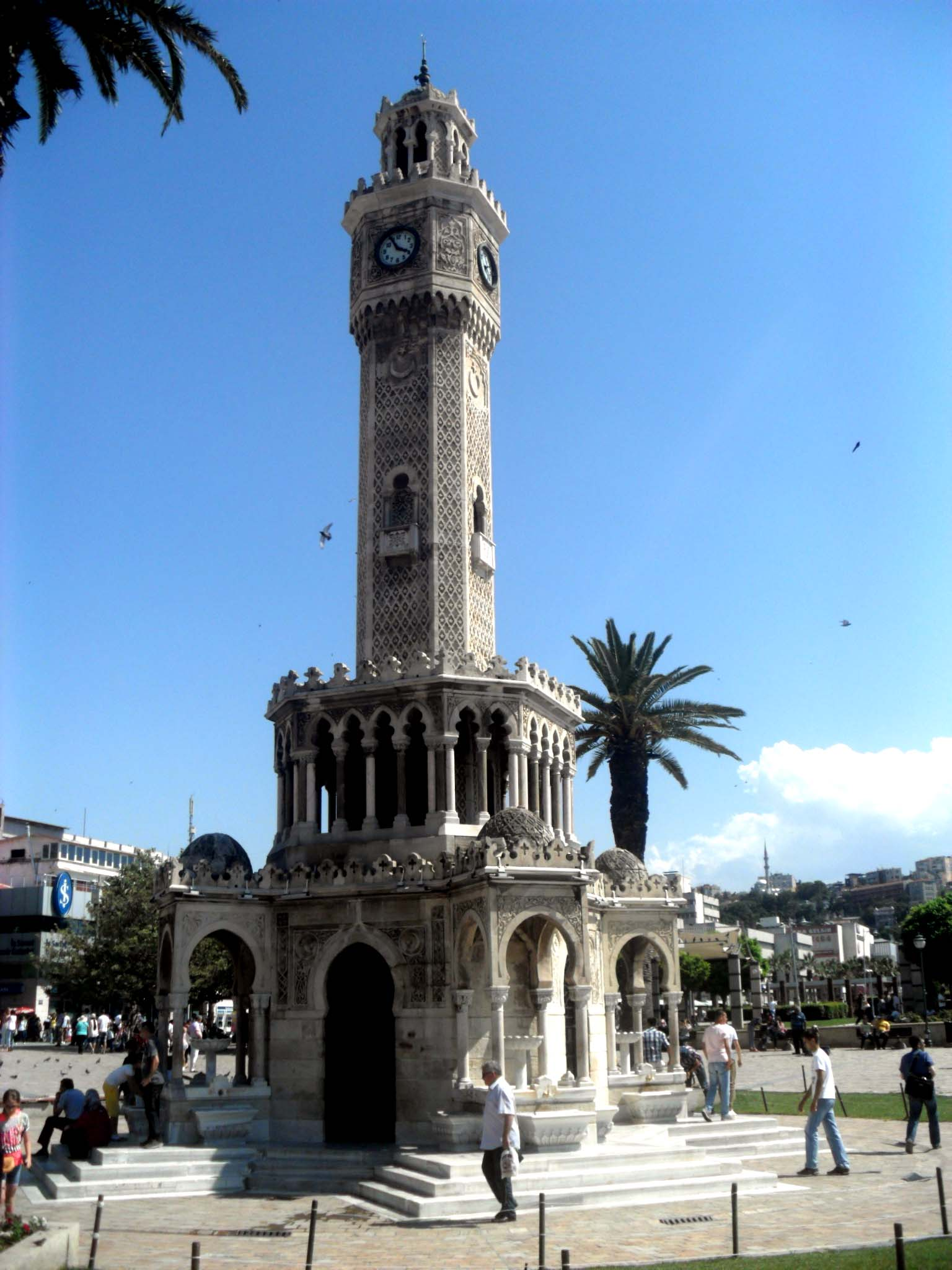

伊兹密尔钟楼（土耳其語：İzmir Saat Kulesi）是一座历史悠久的钟楼，位于土耳其伊兹密尔官邸区的官邸广场。 

## 历史
钟楼由法国建筑师Raymond Charles Père设计，建于1901年，以纪念阿卜杜勒-哈米德二世（1876年至1909年在位）登基25周年。时钟本身是是德国皇帝威廉二世（1888年至1918年在位）的礼物 。它采用精致的奥斯曼建筑风格装饰，高 25米（82英尺），环绕底部有四个喷泉。
钟楼曾出现在1983 - 1989年土耳其500里拉钞票的反面。
在奥斯曼帝国的前巴尔干省份，特别是今天塞尔维亚，波斯尼亚和黑山的城镇，如贝尔格莱德、班亚卢卡等，类似的奥斯曼时代钟楼仍然存在，称为“Sahat Kula”（土耳其语词语“Saat Kulesi”，意为“钟楼”）。

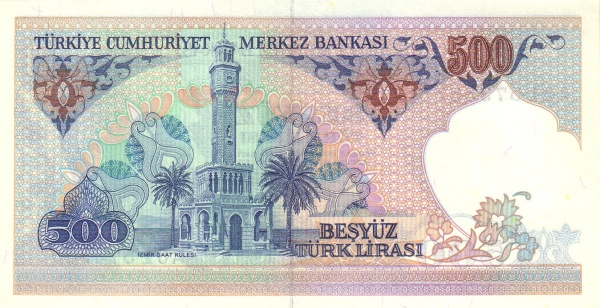